# Tridentea
Tridentea es un género de plantas fanerógamas de la familia Apocynaceae. Contiene 30 especies.

## Descripción
Son mazos  de tallos suculentos, de 5-10 cm de alto, profusamente ramificados, con el látex incoloro; rizomas  presentes, con raíces fibrosas. Los brotes son suculentos, de color azul-verdoso, cilíndricos, (2 -) 5-15 (-20) cm de largo, 10-20 (-25) mm de ancho, 4-angular, con ángulos redondeados, glabros. Las hojas son caducas, reducidas a escamas, sésiles, de propagación horizontal, ligeramente constreñidas en la base; las hojas son suculentas, de 0.15-1 cm de largo, lanceoladas (-subuladas); las estípulas reducidas a unos pocos pelos glandulares.
Las inflorescencias son extra axilares (basales en los flancos de los tallos), con 1-5 flores, y con 1-2 flores abiertas de forma simultánea, simples, pedunculadas o subsésiles, los pedúnculos más cortos que los pedicelos, glabros; raquis persistente, pedicelos glabros. Las flores tienen olor a excremento, son nectaríferas.

## Taxonomía
El género fue descrito por Adrian Hardy Haworth y publicado en Syn. Pl. Succ. 34. 1812.

## Especies seleccionadas
| - Tridentea aperta (Masson) L.C.Leach - Tridentea baylissii (L.C.Leach) L.C.Leach - Tridentea choanantha (Lavranos & Hall) L.C.Leach - Tridentea depressa Haw. ex Schult. - Tridentea dwequensis (Luckhoff) L.C.Leach |